# 森ガール
森ガール（もりガール）は、2000年代に流行したファンタスティックな文脈で「森にいそうな女の子」をテーマとする、ゆるく雰囲気のあるモノを好む少女趣味のありよう、またはそのようなファッションスタイルである。
コンセプトはあくまでも空想的なものであり、実際の森林での活動を指向するファッションではない。

## 概要
森ガールという名前は、ソーシャルネットワーキングサービス・mixiの森ガールコミュニティ管理人が友人に「森にいそうな格好だね」と言われたことに由来する。このコミュニティは、2006年8月に開設されたが、その後、2008年頃から森ガールが話題になり、2009年6月の段階で3万5,000人余りを集める人気コミュニティーとなった。ネットで森ガールという語が話題になるにしたがって雑誌などのメディアも取り上げられるようになったが、雑誌で反応が早かったのは2009年2月14日にファッション誌『spoon.』の別冊として発売された『森ガール A to Z』で、その後いくつかの出版社からも同様のムック誌が出版された。
ファッションスタイルの例としては、おおよそどこかクセのあるAライン気味のゆるいレトロな花柄ワンピースにタイツとぺたんこ靴を合わせるといったコーディネートや、ゆったりとしたシルエットでボディラインを隠すレイヤードスタイルなど。素材はコットンなどで、ホワイトやカーキなどのナチュラルなカラーでまとめるのが一般的とされ、フォークロア・ボヘミアンファッションを取り入れたコーディネイトも多い。2009年の春からは原宿でも目立つようになって来たが、元々は、高円寺や下北沢、代官山界隈で見かけることが多かった。また、森ガールコミュニティでは、ナチュラル系やロリータ系などとは違うとされているが、外見だけでは違いを見分けることは難しいという意見も見られる。ファッションと同時に生活雑貨にも、生成りの素材感や淡い色彩を基調とした天然素材を用いた雑貨、自然派を感じさせる北欧由来の雑貨を好むとされた。
spoon.の『森ガール A to Z』では、「ゆるい感じのワンピースが好き」「カメラが好き」「手作りが好き」「雑貨屋さん巡りが好き」といった嗜好があげられた。
森ガールを代表するファッションアイコンとして、フランス・パリでの取材を受けた モデルでデザイナーのMEGは「ロリータやゴシックロリータに続く原宿カルチャーの新しい流れのひとつとして受け止められていて新鮮だった」と後日インタビューで話している。
しかし、2012年頃にブームは衰退。流行がエレガンス指向に走ったことや、森ガールファッションを好んでいた世代が30歳代に入り、似合わなくなったことなどが原因とされている。